# Inazuma Eleven (manga)
Pour les articles homonymes, voir Inazuma Eleven (série).
Cette page contient des caractères spéciaux ou non latins. S’ils s’affichent mal (▯, ?, etc.), consultez la page d’aide Unicode.
Inazuma Eleven (イナズマイレブン, Inazuma Irebun) est une série de mangas et animes adaptée d'une série de jeux vidéo, dont sont tirés un film et trois séries dérivées, Inazuma Eleven GO, Inazuma Eleven: Ares et Inazuma Eleven: Orion. La série suit le club de football Raimon et ses joueurs de bas niveau qui vont tenter de s'améliorer pour affronter des équipes de plus en plus fortes, tout en apprenant des techniques de football.

## Histoire
La faible équipe de foot de l'école Raimon qui ne dispose que de sept joueurs : Steve Grim, Jack Wallside, Kevin Dragonfly, Tod Ironside, Sam Kinkaid, Timmy Saunders et Mark Evans, a l'occasion d'affronter la puissante équipe de la Royal Academy, qui remporte chaque année depuis quarante ans le prestigieux tournoi inter-collèges Football Frontier. Son capitaine, le gardien de but Mark Evans, un jeune garçon passionné de Football grâce à son grand-père qu'on croit mort, va devoir recruter de nouveaux joueurs pour aller le plus loin possible dans la compétition. Il arrive à recruter des joueurs dont Maxwell Carsson « Max », Jim Wraith, Nathan Swift et William Glass « Willy » et parvient à se trouver en duel face à la Royal Academy, mais il y a tout de suite une différence de jeu, et voilà que la Royal Academy met son 19e but contre Raimon, c'est alors que Willy pris peur et finit par sortir du terrain, un jeune garçon nommé Axel Blaze qui, transféré a Raimon arrête le Football pour des raisons personnelles fait son entrée et mis le but qui laissa la Royal Academy sans voix et perdit le match par forfait.
L'équipe devra relever de nombreux défis mais leur Entraineur Seymour Hillman les aidera à se battre. Leur premier adversaire sera d'affronter Ray Dark, l'entraîneur de la Royal Academy, avec le très talentueux Jude Sharp, le capitaine de la Royal Academy. Jude Sharp va finalement rejoindre l'équipe Raimon avant le match contre le collège Terria car il a vu son équipe se faire vaincre devant le collège Zeus et il veut sa vengeance. Raimon affronte donc le collège Zeus dont le capitaine est Aphrodite et Ray Dark en est devenu le commandant et remporte le tournoi.
Après avoir gagné le Football Frontier, l'équipe Raimon rencontre des extra-terrestres, la « tempête des Gémeaux » de l'Académie Alius, qui remportent le match. Mark recrute alors d'autres joueurs qui viennent de tout le pays pour améliorer son jeu, avec l'aide de l'entraîneuse Aquilina Schiller. Axel Blaze se fait harceler par trois hommes qui prétendent venir de l'Académie Alius, qui le menacent de faire du mal à sa petite sœur, Julia, s'il ne les aide pas à détruire l'équipe de Raimon. Aquilina se rend compte du comportement étrange d'Axel et décide de le renvoyer. L'équipe de Raimon se met donc en quête d'un nouvel attaquant à Hokkaido et rencontrent Shawn Froste, un garçon qui souffre de la double personnalité de son frère. Il rejoint l'équipe et réussissent ensemble à vaincre la Tempête des Gémeaux. Ils doivent ensuite vaincre d'autres équipes extraterrestres : Epsilon, dont le capitaine est Dvalin, Diamond Dust dont le capitaine est Fox, Prominence dont le capitaine est Torch, Chaos (mélange de Diamond et Prominence), Genesis, l'équipe la plus forte qui est dirigé par Xene, puis enfin les Empereurs Noirs qui sont les élèves de Raimon qui ont été blessés pendant les matchs contre les extraterrestres mais ont repris depuis le temps. Durant tous ses matchs contre des équipes puissantes, Raimon va perdre un grand nombre de ses joueurs et en rencontrera d'autres dont Tory, Sue, Shawn, Scott, Darren, Hurley, Byron... Notamment Axel Blaze qui va partir durant un long moment de la saison 2, mais renvient pendant un match contre Epsilon en se libérant des trois types grâce à l'inspecteur Grégory Smith et Thor Stouberg. À la fin de la saison, l'équipe Raimon se rend compte que les extraterrestres sont en réalité des joueurs qui ont été transformés par la puissance de la « Pierre Alius » (objet tombé du ciel il y a 5 ans).
Dans la dernière saison, Mark et ses compagnons doivent conquérir le monde dans le tournoi FFI (Football Frontier International) en affrontant  des équipes telles qu'Orphée dont leur capitaine est Hidetoshi Nakata « Hide », les Licornes leur capitaine est Mark Krugger et les Littles Gigantes dont leur capitaine est Hector Hélio, ils les affronteront en finale et leur entraîneur n'est autre que le fameux grand père de Mark, David Evans qu'on croyait mort et  Nelly Raimon, une des manageuses qui suit l'équipe depuis leurs débuts, a retrouvé au cours d'une enquête. À la fin nous pouvons voir un match qui oppose les champions du monde au cours duquel nous pouvons voir les techniques les plus puissantes du monde. Une fois la série terminée, est présentée une introduction à la suite des aventures avec la série dérivée Inazuma Eleven GO qui se passe dix ans après, et où réapparaîtront au fil du temps la plupart des personnages qui sont devenus adultes.

## Personnages
Nous avons Mark Evans (capitaine), ses camarades ainsi que d'autres joueurs qui appartiennent à d'autres club de football mais qui sont venus rejoindre Mark dans son aventure.

## Manga
Le manga Inazuma Eleven dessiné par Tenya Yabuno est publié au Japon à partir de juin 2008 dans le magazine CoroCoro Comic, et en volumes tankōbon chez l'éditeur Shogakukan. Il est publié en version française depuis avril 2011 par l'éditeur Kurokawa. Le manga original se termine au volume 10, sorti en octobre 2011 au Japon. La série manga dérivée Inazuma Eleven GO lui succède le mois suivant. Il existe également un manga Reloaded, étant un épisode se passant avant Inazuma Eleven: Ares.

### Liste des volumes
| no | Japonais          | Japonais          | Français         | Français          |
| no | Date de sortie    | ISBN              | Date de sortie   | ISBN              |
| -- | ----------------- | ----------------- | ---------------- | ----------------- |
| 1  | 26 septembre 2008 | 978-4-09-140699-6 | 14 avril 2011    | 978-2-35142-638-8 |
| 2  | 26 février 2009   | 978-4-09-140780-1 | 9 juin 2011      | 978-2-35142-639-5 |
| 3  | 26 juin 2009      | 978-4-09-140830-3 | 18 août 2011     | 978-2-35142-640-1 |
| 4  | 28 octobre 2009   | 978-4-09-140852-5 | 13 octobre 2011  | 978-2-35142-641-8 |
| 5  | 26 février 2010   | 978-4-09-140898-3 | 8 décembre 2011  | 978-2-35142-642-5 |
| 6  | 28 juin 2010      | 978-4-09-141068-9 | 9 février 2012   | 978-2-35142-701-9 |
| 7  | 28 octobre 2010   | 978-4-09-141128-0 | 10 mai 2012      | 978-2-35142-702-6 |
| 8  | 28 février 2011   | 978-4-09-141204-1 | 23 août 2012     | 978-2-35142-704-0 |
| 9  | 28 juin 2011      | 978-4-09-141064-1 | 13 décembre 2012 | 978-2-351-42703-3 |
| 10 | 28 octobre 2011   | 978-4-09-141347-5 | 14 février 2013  | 978-2-351-42832-0 |

### Distinctions
Le manga reçoit en 2010 le prix du meilleur manga pour enfants aux 34e Prix du manga Kōdansha. Il est également récompensé par le prix Shōgakukan dans la catégorie enfant en 2012.

## Anime
La série d'animation Inazuma Eleven de 127 épisodes est réalisée par le studio OLM, et est diffusée d'octobre 2008 à avril 2011 au Japon sur la chaine TV Tokyo. Les 26 épisodes de la première saison y sont initialement diffusés le dimanche matin à 9 heures, et ceux des deux saisons suivantes le mercredi à 19 heures 30, sauf les sept derniers à 19 heures.
La série est éditée en DVD au Japon par la compagnie Geneon à raison d'un DVD par mois de janvier 2009 à août 2011, soit 32 volumes. Elle rencontre un grand succès au Japon, et est diffusée dans d'autres pays d'Asie et d'Amérique latine, ainsi qu'en Italie, en Espagne, au Portugal, et en France sur la chaîne Disney XD à partir du 30 août 2010 puis sur la chaine de la TNT Gulli sous le titre Inazuma Eleven - Puissance Football,. Une série dérivée lui succède en mai 2011 au Japon, Inazuma Eleven GO.

### Génériques
Ouverture
1. Tachiagariyo, par T-Pistonz (épisodes 1-26)
2. Maji de kansha!, par T-Pistonz+KMC (épisodes 27-54)
3. Tsunagariyo, par T-Pistonz+KMC (épisodes 55-67)
4. Katte nakō ze!, par T-Pistonz+KMC (épisodes 68-87)
5. GOOD Kita!, par T-Pistonz+KMC (épisodes 88-107)
6. Bokura no Goal!, par T-Pistonz+KMC (épisodes 108-127)

Fin
1. Seishun oden, par Twe'lv (épisodes 1-26)
2. Seishun Bus Guide, par Berryz Kōbō (épisodes 27-50)
3. Ryūsei Boy, par Berryz Kōbō (épisodes 51-67)
4. Otakebi Boy Wao!, par Berryz Kōbō (épisodes 68-87)
5. Maji Bomber!!, par Berryz Kōbō (épisodes 88-101)
6. Shining Power, par Berryz Kōbō (épisodes 102-112)
7. Mata ne... no Kisetsu, par Inazuma All-Stars (épisodes 113-127)

### Film d'animation
Un film d'animation nommé Inazuma Eleven : Tous unis contre l'équipe Ultime Ogre ! (イナズマイレブン 最強軍団オーガ襲来, Inazuma Eleven Saikyō Gundan Ogre Shūrai), toujours réalisé par le studio OLM, est sorti en salles au Japon le 23 décembre 2010. Il est diffusé en France le 29 novembre 2013 sur Disney XD et le 2 janvier 2014 sur Gulli.
La musique d'ouverture est Super Tachiagariyo! par T-Pistonz+KMC et celle de conclusion est Saikyō de Saikō par T-Pistonz+KMC.

### Distribution
| Personnages       | Voix japonaises  | Voix françaises                                                                 |
| ----------------- | ---------------- | ------------------------------------------------------------------------------- |
| Mark Evans        | Junko Takeuchi   | Pablo Hertsens                                                                  |
| Axel Blaze        | Hirofumi Nojima  | Maxime Donnay                                                                   |
| Jude Sharp        | Hiroyuki Yoshino | Christophe Hespel                                                               |
| Nelly Raimon      | Sanae Kobayashi  | Marcha Van Boven                                                                |
| Ray Dark          | Sasaki Seiji     | Thierry Janssen                                                                 |
| Bobby Shearer     | Jun Konno        | Xavier Percy                                                                    |
| Erik Eagle        | Yūki Kaji        | Alexandre Crépet (saison 1) Thibaut Delmotte (film) Pierre Lognay (saisons 2-3) |
| Jack Wallside     | Megumi Tano      | Jean-Paul Clerbois                                                              |
| Steve Grim        | Hiro Shimono     | Aurélien Ringelheim                                                             |
| Victoria Vanguard | Ayahi Takagaki   | Géraldine Frippiat                                                              |

## Accueil
En 2011, la série se voit décerner le premier prix à l'Anime Grand Prix organisé par le magazine Animage, classant huit de ses épisodes parmi les vingt meilleurs de l'année 2010 (les autres séries n'en classant qu'un ou deux chacune), quatre de ses personnages masculins parmi les dix meilleurs de l'année, deux de ses personnages féminins parmi les dix meilleurs de l'année, et cinq de ses chansons de générique parmi les dix meilleures de l'année.